# Mike del Ferro
Mike del Ferro (Amsterdam, 23 de agosto de 1965) é um pianista, compositor e arranjador neerlandês.
É filho do cantor de ópera Leonardo del Ferro (1921-1992), que cantou e gravou com Maria Callas em 1958.
Mike começou tocando piano clássico, aos nove anos. Mais tarde interessou-se pelo jazz e estudou no Conservatório de Amsterdam, onde obteve seu mestrado em Música Contemporânea (1990). Em 1989, ganhou o primeiro prêmio (um grande piano) no Concurso Jazz Piano de Rotterdam. No mesmo ano, obtebe o prêmio de solista do Concurso Europe Jazz, em Bruxelas e o primeiro prêmio do concurso Karlovy Vary Jazz, na República Tcheca.
Entre 1993 e 1996, estudou composição e arranjo com Bob Brookmeyer na Musikhochschule de Colônia, Alemanha. Em 1995 Mike foi indicado para o Real Conservatório de Gante, na Bélgica, onde ensinou piano jazz até 1997.
Sua reputação como solista, acompanhante,  compositor e arranjador levou-o a realizar concertos e gravações em vários países do mundo, com músicos como Toots Thielemans, Jack DeJohnette, Oscar Castro Neves, Scott Hamilton, Richard Galliano, Thijs van Leer (Focus), Harold Land, Jan Akkerman, Norma Winstone, Benny Bailey, Candy Dulfer, Trijntje Oosterhuis, Badi Assad, Fernanda Porto, Ceumar, Stian Carstensen, entre outros. Participou de dezenas de álbuns de diferentes gêneros, desde o Dixieland à salsa.
É diretor de programas de jazz da "American Voices", organização sem fins lucrativos que promove a divulgação da música americana no Terceiro Mundo, incluindo países como Letônia, Turcomenistão, Myanmar e Vietnam.

## Discografia
- New Belcanto, Opera meets Jazz . CD 2003 Nicolosi
- Mike del Ferro. CD: 2000 Verve/Emarcy/ (Universal Classics and Jazz)
- Make Someone Happy CD: 1999 delferromusic com Toots Thielemans e a mezzo-soprano brasileira Sonia Genu, radicada nos Países Baixos.[1]